# Sara Thrige
Sara Thrige (Farsø, 15 mei 1996) is een voetbalspeelster uit Denemarken. Ze speelt als verdediger voor PSV. 

## Clubcarrière
Sara Thrige kwam in haar jeugdjaren uit voor Farsø/Ullits IK. Vanaf 2020 was ze vijf jaar onderdeel van Team Viborg, een talenteam. In 2015 ging ze voor Kolding IF spelen waarmee ze uitkwam in de Elitedivisionen, het hoogste Deense voetbalniveau. In 2017 maakte ze een transfer naar de Deense topclub Fortuna Hjørring waarvoor ze 81 wedstrijden voor zou spelen. In 2021 ging Thrige voor het Italiaanse AC Milan spelen. 
Op 23 januari 2024 maakte PSV bekend Thrige aan zich te hebben verbonden. Ze tekende in de Lichtstad een contract tot medio 2025.
Op 28 januari 2024 maakte Thrige haar debuut voor PSV in de Vrouwen Eredivisie in een thuiswedstrijd tegen ADO Den Haag door in de basis te starten. Het duel eindigde in een 3-1 overwinning. Op 12 december 2024 verlengde Thrige haar contract in Eindhoven tot medio 2027.

## Statistieken
| Seizoen   | Club             | Competitie      | Competitie | Competitie | Beker | Beker | Overig | Overig | Totaal | Totaal |
| Seizoen   | Club             | Competitie      | Wed.       | Dlp.       | Wed.  | Dlp.  | Wed.   | Dlp.   | Wed.   | Dlp.   |
| --------- | ---------------- | --------------- | ---------- | ---------- | ----- | ----- | ------ | ------ | ------ | ------ |
| 2017-2021 | Fortuna Hjørring | Elitedivisionen | 81         | 11         | 0     | 0     | 10     | 2      | 91     | 13     |
| 2021-2024 | AC Milan         | Serie A         | 45         | 3          | 9     | 1     | 3      | 0      | 57     | 4      |
| 2023/24   | PSV              | Eredivisie      | 10         | 0          | 1     | 0     | 2      | 0      | 13     | 0      |
| 2024/25   | PSV              | Eredivisie      | 9          | 1          | 0     | 0     | 0      | 0      | 9      | 1      |
| Totaal    | Totaal           | Totaal          | 145        | 15         | 10    | 0     | 14     | 2      | 169    | 17     |

Bijgewerkt t/m 12 december 2024.

## Interlandcarrière
Thrige is international van Denemarken. In oktober 2016 werd Thrige voor het eerst opgeroepen.
In 2022 werd Thrige opgenomen in de selectie van Denemarken voor het EK 2022. Op dit eindtoernooi kwam ze in één wedstrijd in actie tegen Finland. Denemarken wist niet voorbij de groepsfase te geraken.
In 2023 werd Thrige opgenomen in de selectie van Denemarken door bondscoach Lars Søndergaard voor het WK 2023. Thrige kwam in geen enkele wedstrijd in actie en werd met haar land uitgeschakeld in de achtste finale tegen gastland Australië.